# 음식 배달

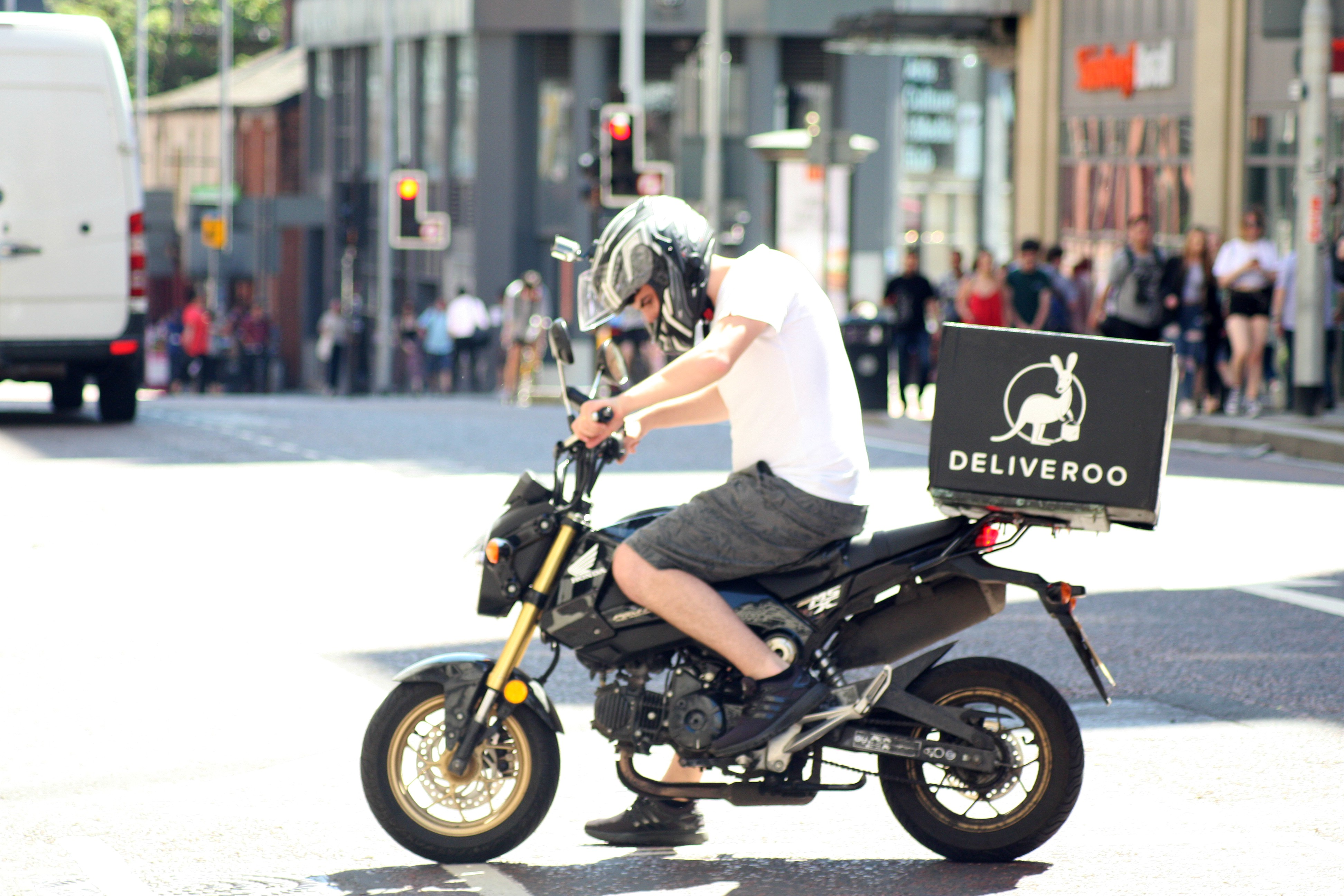
영국 맨체스터에서 배달하는 운전기사.

음식 배달(飮食配達)은 음식 배달은 레스토랑, 상점 또는 독립적인 음식 배달 회사가 고객에게 음식을 배달하는 택배 서비스이다. 주문은 일반적으로 전화, 공급업체 웹사이트 또는 모바일 앱을 통해 이루어지거나 제3자 음식 주문 서비스를 통해 이루어진다. 배달되는 품목에는 앙트레, 사이드, 음료, 디저트 또는 식료품이 포함될 수 있으며 일반적으로 상자나 가방에 담겨 배달된다. 배달원은 일반적으로 자동차를 운전하지만, 집과 식당이 더 가까운 대도시에서는 자전거나 전동 스쿠터를 사용할 수 있다. 
코로나19 팬데믹으로 인한 봉쇄와 제한 조치로 인해 제3자 기업을 통한 온라인 음식 배달은 성장하는 산업이 되었고 "배달 혁명"을 일으켰다. 자율주행차와 같은 초기 기술도 배달을 완료하는 데 사용되었다.
고객은 배송 회사에 따라 현금 또는 카드로 온라인 또는 대면 결제를 선택할 수 있다. 정액 배송비는 고객이 구매한 상품에 부과되는 경우가 많다. 상황에 따라 배송비가 부과되지 않는 경우도 있다. 음식 배달 서비스에는 팁이 관행적으로 제공되기도 한다. 비접촉 배송도 옵션이 될 수 있다.
음식 배달의 다른 측면으로는 음식점, 구내식당, 의료 시설, 그리고 음식 서비스 유통업체에 의한 케이터링 및 도매 음식 서비스 배달이 포함된다.

## 역사
최초의 음식 배달 서비스는 1768년에 기록된 한국의 냉면이었다. 해장국은 1800년대에 양반을 위해 배달되기도 했다. 1906년 신문에 음식 배달과 케이터링 광고도 실렸다.
1962년, 에든버러의 한 피쉬 앤 칩 가게는 에든버러 대도시 지역 내에서 피쉬 서퍼, 치킨, 햄버거를 차로 배달하기 시작했다. 음식은 보온을 위해 스테인리스 스틸로 된 단열 냄비에 담겨 배달되었다.

## 같이 보기
- 외식 산업
- 포장 음식
- 대한민국의 배달 문화